# Forficula lurida
Forficula lurida es una especie de tijereta del género Forficula, familia Forficulidae, orden Dermaptera.

## Distribución
Se distribuye por Grecia, Turquía, Israel, Chipre, Palestina y Arabia.

## Taxonomía
Fue descrita por Fischer en 1853.
Tratamiento taxonómico
La especie aparece registrada y publicada en Orthoptera Europaea. 454 pp.